# Tondos
Tondos es una localidad española del municipio de Cuenca, perteneciente a la provincia de Cuenca, en la comunidad autónoma de Castilla-La Mancha.

## Geografía
Confina con las siguientes localidades:
- Al norte con Bascuñana de San Pedro.
- Al noreste con Sotos.
- Al este con Mariana.
- Al sur con Arcos de la Cantera.
- Al suroeste con Navalón.
- Al oeste con Fuentesclaras de Chillarón.
- Al noroeste con Noheda.

## Historia
Así se describe a Tondos en el tomo XV del Diccionario geográfico-estadístico-histórico de España y sus posesiones de Ultramar, obra impulsada por Pascual Madoz a mediados del siglo XIX:

Lugar con ayuntamiento en la provincia, diócesis y partido judicial de Cuenca (2 leguas), audiencia territorial de Albacete (21) y capitanía general de Castilla la Nueva (Madrid 25). Situado en un pequeño valle dominado por el E de un cerro bastante elevado; su clima es algo frío, bien ventilado, y sus enfermedades más comunes dolores reumáticos e hidropesías. Consta de 55 casas, un pósito que tuvo el fondo de 210 fanegas de trigo; una fuente pública a corta distancia de la población, de la cual se surte el vecindario; iglesia parroquial (Nuestra Señora de la Natividad) aneja de la de Arcos de la Sierra, servida por un teniente de cura, y una ermita del Arcángel San Gabriel. El término confina N y S con el de Bascuñana; E Sotos, y O Noheda; la cabida de su terreno es de 900 fanegas, la mayor parte de mala calidad; de estas se hallan puestas en cultivo unas 550 y las restantes destinadas a pastos y pobladas de mata baja. Los caminos son locales y en mal estado; la correspondencia se recibe de Cuenca. Producciones: trigo, cebada, centeno, avena y algunas patatas; se cría ganado lanar, cabrío y algún vacuno, todo en corto número, y caza de liebres, perdices y conejos. Población: 54 vecinos, 215 almas. Capital productivo: 653.020 reales; Imponible: 32.651.
Diccionario geográfico-estadístico-histórico de España y sus posesiones de Ultramar

El municipio de Tondos desapareció en 1973, al ser incorporado al término municipal de Cuenca.

## Demografía
| Gráfica de evolución demográfica de Tondos entre 1842 y 1970 |
| |
| Población de derecho según los censos de población del INE Población de hecho según los censos de población del INEEntre el censo de 1981 y el anterior, este municipio desaparece porque se integra en el municipio Cuenca |

Evolución de la población
| Gráfica de evolución demográfica de Tondos entre 2000 y 2017       |
|                                                                    |
| Población de derecho (2000-2017) según el padrón municipal del INE |

## Patrimonio
En la localidad hay una iglesia dedicada a La Natividad de Nuestra Señora.

## Cultura
Herminia Muñoz, conocida como La Hermi, es una figura icónica de Tondos, un pequeño pueblo con una rica tradición local. Fue muy conocida por ser la propietaria de un bar junto a su esposo, Paco. El bar se convirtió en un punto de encuentro para muchos de los residentes y visitantes del lugar, especialmente para ‘’la Julia‘’ y ‘la Sacra’, quienes frecuentaban el establecimiento con regularidad.
La Hermi es recordada no solo por su papel en la vida social del pueblo, sino también por una anécdota que se convirtió en parte de la tradición oral de Tondos. Un día, después de jugar a las cartas, La Hermi y sus amigas decidieron salir a pasear. Al pasar junto a un coche desconocido, 'la Julia' empujó a 'la Sacra' y a La Hermi a la cuneta, y luego se tiró encima de ellas. Cuando el coche pasó de nuevo, el mismo incidente ocurrió. Al regresar al bar para contar lo sucedido, se encontraron con Venancio, quien estaba riéndose mientras disfrutaba de una cerveza y un cigarro. Antes de que pudieran hablar, Venancio comentó: “¿Qué os había pasado cuando he venido con el taxi que estabais ahí tiradas como ranas?” Esta historia se ha convertido en una de las más queridas del pueblo y sigue siendo contada con humor por los residentes de Tondos.
La Hermi sigue siendo una de las figuras más queridas de Tondos, y su legado permanece vivo en las historias que los habitantes del lugar siguen compartiendo.